# Borysowszczyzna
Borysowszczyzna (biał. Барысаўшчына) – wieś w Polsce położona w województwie podlaskim, w powiecie siemiatyckim, w gminie Nurzec-Stacja.
W latach 1921 – 1934 wieś należała do gminy Radziwiłłowka.
W latach 1975–1998 miejscowość administracyjnie należała do województwa białostockiego.
Według Powszechnego Spisu Ludności z 1921 roku wieś zamieszkiwało 135 osób, wśród których 17 było wyznania rzymskokatolickiego, 102 prawosławnego a 16 mojżeszowego. Jednocześnie 85 mieszkańców zadeklarowało polską przynależność narodową, 35 białoruską a 15 żydowską. Było tu 18 budynków mieszkalnych.
Prawosławni mieszkańcy wsi należą do parafii Świętych Kosmy i Damiana w Telatyczach, a wierni kościoła rzymskokatolickiego do parafii Matki Bożej Częstochowskiej w Nurcu-Stacji.